# Río Collarín
El río Collarín es un curso fluvial de Cantabria (España) perteneciente a la cuenca hidrográfica del río Nansa, al cual afluye, incorporándose por su derecha en la localidad de Puente Pumar. Tiene una longitud de 7,356 kilómetros, con una pendiente media de 9,4º.
En Puente Pumar las casas se arriman a la ribera, estrechando el cauce y aumentando el riesgo de desastre por inundación.